# Голубенко Давид Андрійович
Golubenko, справжнє ім'я — Давид Андрійович Голубенко (нар. 24 листопада 2005, Вінниця) — український співак, репер, звукопродюсер, звукоінженер і музичний виконавець.

## Життєпис
Давид Голубенко народився 24 листопада 2005 року в Вінниці, Вінницької області.
Любов до музики була ще з дитинства, він дуже захоплювався нею. Співак попросив батьків відвести його в дитячу музичну школу. Попри бажання грати на барабанах, довелось грати на фортепіано, що йому не дуже було до вподоби. Як зазначив сам Давид в інтерв'ю, він досі не навчився грати на барабанах, але хотів би.
Закінчив школу 2023 року. Планує навчатись в Київській муніципальній академії естрадного та циркового мистецтва, де наразі навчається YAKTAK, з яким вони випускали спільні пісні.
З 2022 випускає власні пісні під псевдонімом Golubenko.

### Початок творчості
Першою піснею в відкритому доступі стала «Она» під псевдонімом Давид Голубенко, реліз якої був 25 жовтня 2020 року на Spotify, Apple Music, YouTube та інших стримінгових платформах.
Першою піснею під новим псевдонімом Golubenko стала «Знову», яка була написана українською мовою, на відміну від попередньої творчості.
Популярності співак набув після двох своїх хітів «Знову» та «Мила» (за участю Clonnex), які набрали мільйони прослуховувань.
Golubenko має спільну творчість разом з Clonnex, YAKTAK, SadSvit, SKYLERR, NICHKA, VERLOKA, Libenson, Tery, NASTEISHA, INSOMNIA. Сам автор відкритий до спільної роботи над піснями, про що він зазначав на одній зі своїх прямих трансляцій.

## Музичні відео
| Рік  | Назва кліпу         | Співвиконавці       |
| ---- | ------------------- | ------------------- |
| 2022 | Знову               |                     |
| 2022 | Не засну            |                     |
| 2022 | Мила                | Clonnex             |
| 2022 | Мовчати             |                     |
| 2022 | На небі             |                     |
| 2022 | Не шукай            | YAKTAK              |
| 2022 | Шлях                | SKYLERR             |
| 2023 | Дизайнер            |                     |
| 2023 | Холодна весна       | YAKTAK              |
| 2023 | Забудь мене         | NICHKA              |
| 2023 | Якби ти була піснею |                     |
| 2023 | Сентиментальність   |                     |
| 2023 | Дотики              | SadSvit             |
| 2023 | Просто              | VERLOKA             |
| 2023 | Тепер пробач        |                     |
| 2023 | Не відпускай        |                     |
| 2023 | Залишся зі мною     |                     |
| 2023 | Обійми              |                     |
| 2023 | Тепло               | To Eternity         |
| 2023 | VODA                | NASTEISHA, INSOMNIA |
| 2023 | Запитай             |                     |
| 2023 | Танцюєш сама        | YAKTAK              |
| 2023 | Холод               |                     |
| 2024 | Дим                 | Clonnex             |
| 2024 | Тікай               | NICHKA              |
| 2024 | Назавжди            |                     |
| 2024 | Станції             |                     |
| 2024 | Рими                |                     |
| 2024 | Дощ                 | KALUSH              |
| 2024 | Торкнися моїх губ   |                     |
| 2024 | Зіниці              |                     |
| 2024 | Почуй               |                     |
| 2024 | Врятуй мене         |                     |
| 2024 | Авіарежим           | Clonnex             |
| 2024 | Мінімум             |                     |
| 2025 | Мій дім це ти       |                     |
| 2025 | Кортизол            |                     |
| 2025 | Хаос                |                     |